# Orchestra Filarmonica di Budapest
L'Orchestra Filarmonica di Budapest (ungherese: Budapesti Filharmóniai Társaság Zenekara) è la più antica orchestra ungherese ancora funzionante, essendo stata fondata nel 1853 da Ferenc Erkel sotto gli auspici della Società Filarmonica di Budapest. Per molti anni è stata solo l'orchestra professionale dell'Ungheria.

## Storia

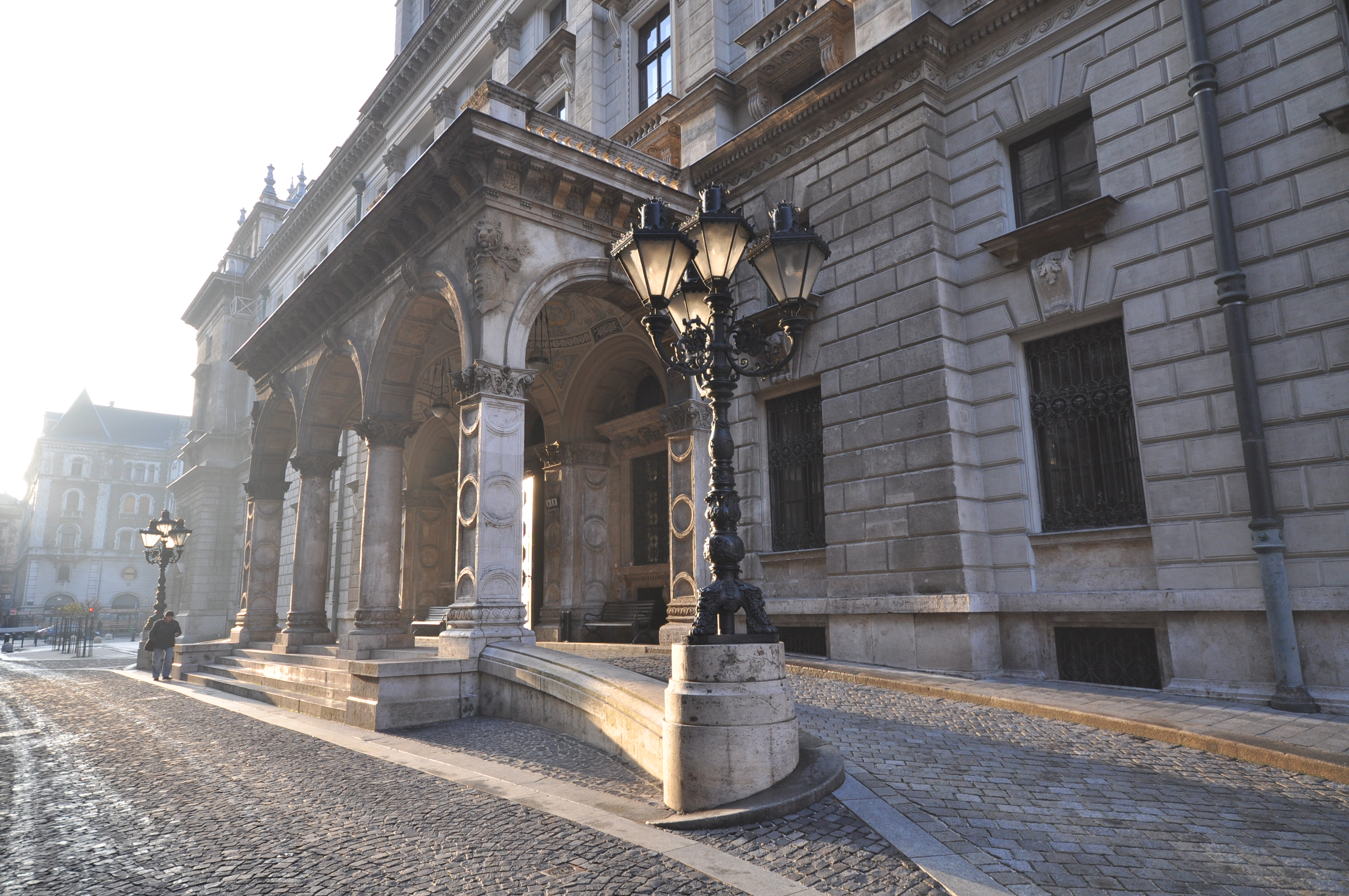
Il Teatro dell'Opera di Budapest

L'orchestra è formata da musicisti del Teatro dell'Opera di Budapest e del Teatro Nazionale Ungherese, e la maggior parte dei suoi concerti hanno luogo presso il teatro dell'opera. Ha fatto numerose tournée in altri paesi europei, gli Stati Uniti e il Giappone.
Il suo primo concerto è stato il 20 novembre 1853, sotto Ferenc Erkel, il programma consisteva di opere di Beethoven (Sinfonia n. 7), Mozart, Mendelssohn e Meyerbeer.

### Pietre miliari nella storia del teatro
- 25 marzo 1865 La prima esecuzione completa a Budapest della Sinfonia n. 9 in Re minore, "Corale" di Beethoven.[3]
- 16 dicembre 1870 La prima della Cantata Beethoven di Liszt (n. 2, S. 68), diretta dal compositore, scritta per il centenario della nascita di Beethoven.[3]
- 9 novembre 1881 Prima esecuzione del Concerto per pianoforte n. 2 di Brahms, interpretato da Johannes Brahms e diretto da Alexander Erkel.
- 19 marzo 1888 La prima esecuzione in Ungheria della Grande Messe des morts (Requiem) di Berlioz, diretta da Sándor Erkel.[3]
- 20 novembre 1889 La prima mondiale della Sinfonia n. 1 "Titan "Titan", di Mahler, diretta dal compositore.[1]
- 8 aprile 1907 La prima esecuzione in Ungheria dell'oratorio di Liszt Christus (questa fu l'ultima apparizione di Hans Richter con l'orchestra).[3]

## Compositori
Molti compositori ungheresi hanno scritto opere appositamente per l'orchestra, tra cui Erkel, Liszt, Goldmark, Dohnányi, Bartók, Kodály, Weiner, Kadosa e Szokolay.
Molti rinomati compositori stranieri hanno diretto l'Orchestra Filarmonica nell'esecuzione delle loro opere: Brahms, Dvořák, Mahler, Mascagni, Prokofiev, Ravel, Respighi, Richard Strauss e Stravinsky. Altri direttori che sono apparsi con l'orchestra sono Denes Agay, Eugen d'Albert, Édouard Colonne, Arthur Nikisch, Gabriel Pierné, Felix Weingartner, Bruno Walter, Erich Kleiber and Otto Klemperer, .

## Direttori principali
Direttori principali dell'Orchestra sono stati:
- 1835-1871: Ferenc Erkel
- 1875-1900: Sándor Erkel (figlio di Ferenc Erkel)
- 1900-1918: István Kerner
- 1918-1960: Ernő Dohnányi
- 1960-1967: János Ferencsik
- 1967-1986: András Kóródi
- 1989-1994: Erich Bergel
- 1997-2005: Rico Saccani[1]
- 2011-2014: György Győriványi Ráth
- 2014-attuale: Pinchas Steinberg